# Gabriel Cintor
Gabriel Cintor fue uno de los comediantes más famosos de mediados del siglo XVII a quien dedicó grandes elogios Lope de Vega.
Representó todo tipo de papeles desde los de galán hasta los de barba y hacia 1640 se convirtió también en autor.
Moreto lo menciona en El desdén con el desdén.
Trabajó en 1622 con la compañía de Tomás Fernández, en 1631 con la de José Hurtado y más tarde con otros autores de comedias. Murió sobre el 1660 en la pobreza.